# David Lodge
David John Lodge, född 28 januari 1935 i Brockley i Lewisham, London, död 1 januari 2025 i Birmingham, West Midlands, var en brittisk författare och litteraturvetare.
Hans första utgivna roman, The Picturegoers (1960), handlar om hans upplevelser i 'Brickley' (baserat på Brockley i sydöstra London), en plats som också är beskriven i hans roman Therapy. 
Lodge studerade engelsk litteratur vid University College London, och tog examen 1955. 1959 gifte han sig med Mary Frances Jacob. Han studerade vidare vid universitetet i Birmingham och undervisade sedan i engelsk litteratur där från 1960 till 1987. 1987 avgick han från sin professur i modern engelsk litteratur för att bli författare på heltid.
I sina romaner är Lodge ofta satirisk över akademier men speciellt humaniora. Många av hans karaktärer är katoliker och deras katolicism är också ett av hans återkommande teman, speciellt i romanerna The British Museum Is Falling Down, How Far Can You Go? (utgiven i USA som Souls and Bodies) och Paradise News (Paradiset tur och retur).
Bland hans fiktiva platser finns staden Rummidge vilken är uppbyggd som och liknar Birmingham, och likaså den fiktiva amerikanska staten Euphoria som ligger mellan staterna Norra Kalifornien och Södra Kalifornien. Euphorias statsuniversitet ligger i staden Plotinus, en lätt förklädd version av Berkeley i Kalifornien.
Flera av hans romaner, bland annat Small World (1988) och Nice Work (1989; Snyggt jobbat, 1990, som är en satir över både den viktorianska industriromanen och Thatcherårens krav på samarbete mellan humaniora och näringsliv), har blivit filmatiserade som TV-serier, den senare av Lodge själv. Nice Work filmades vid Birminghams universitet. 1994 gjorde Lodge Dickens' Martin Chuzzlewit för BBC.
Två av Lodges romaner har blivit nominerade till Bookerpriset och 1989 var Lodge själv ordförande i Bookerprisets jury. Hans roman Deaf Sentence gavs ut 2008 och är en komisk roman som baseras på hans egna hörselproblem och handlar om en pensionerad akademiker med svåra hörselproblem.

### Skönlitteratur
- The Picturegoers 1960
- Ginger You're Barmy 1962
- The British Museum Is Falling Down 1965
- Out of the Shelter 1970
- Changing Places 1975
- How Far Can You Go? (amerikansk titel: Souls and Bodies) 1980
- Small World: An Academic Romance 1984
- Nice Work 1988
- Paradise News 1991
- Therapy 1995
- The Man Who Wouldn't Get Up: And Other Stories 1998
- Home Truths 1999
- Thinks ... 2001
- Author, Author 2004
- Deaf Sentence 2008
- A Man of Parts (H. G. Wells) 2011

### Facklitteratur
- Language of Fiction 1966
- The Novelist at the Crossroads 1971
- The Modes of Modern Writing 1977
- Working with Structualism 1981
- Write On 1986
- After Bakhtin 1990
- The Art of Fiction 1992
- Modern Criticism and Theory: A Reader 1992
- The Practice of Writing 1997
- Consciousness and the Novel 2003
- The Year of Henry James: The Story of a Novel 2006

### Dramatik
- The Writing Game 1990
- Home Truths 1999

### För TV
- Small World 1988
- Nice Work 1989
- Martin Chuzzlewit 1994
- The Writing Game 1995

### Utgivet på svenska
- Snyggt jobbat 1990
- Paradiset tur och retur 1992

## Priser och utmärkelser
- Hawthornden Prize 1975 för Changing Places